# 4th-Dimension-Coaster

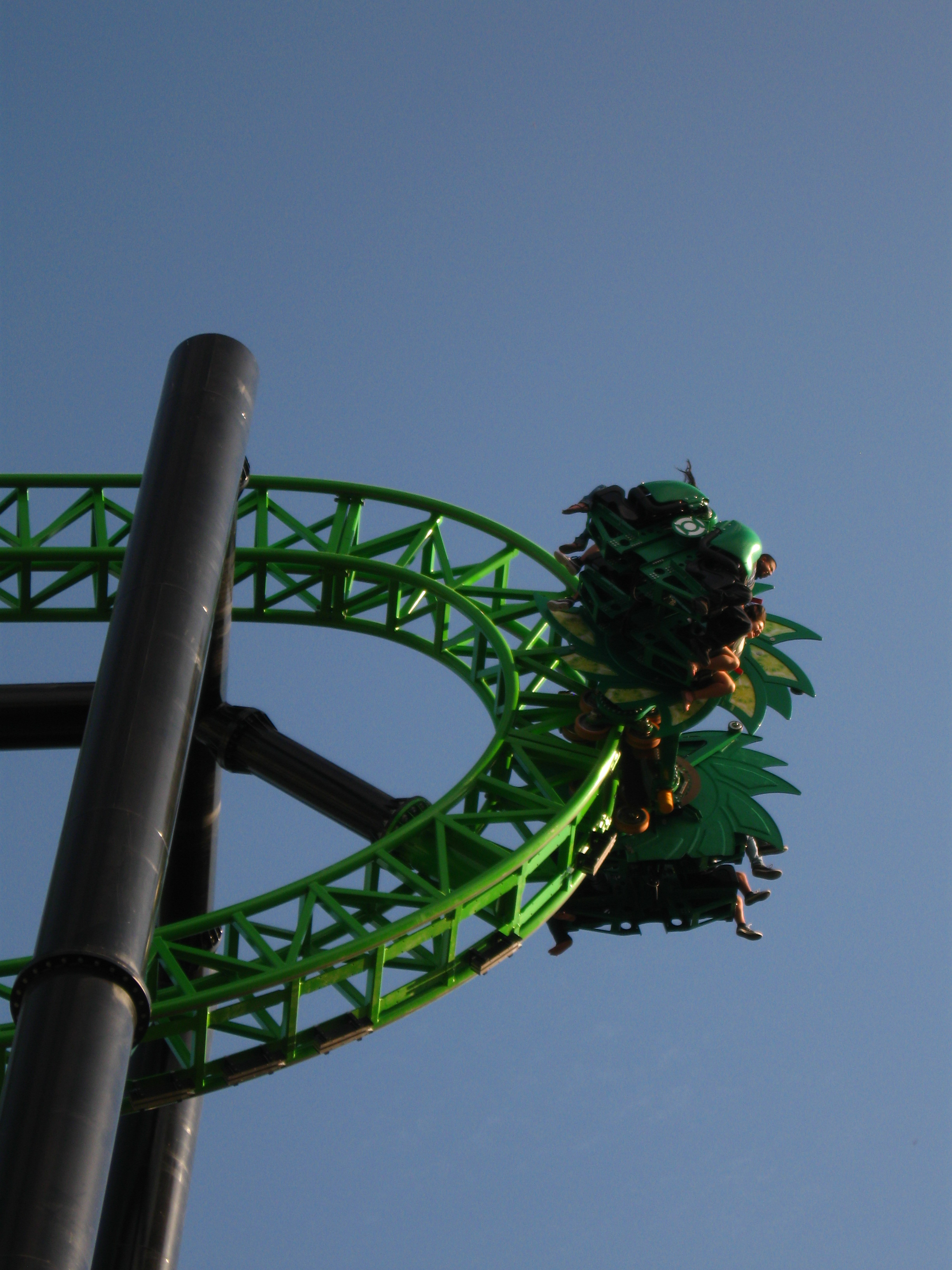
Green Lantern: First Flight in Six Flags Magic Mountain

Als 4th-Dimension-Coaster werden Achterbahnen bezeichnet, deren Sitze an den Wagen seitlich neben der Fahrschiene angebracht und um 360° drehbar sind. Ursprünglich ist der Name einer Produktbezeichnung der Firma Arrow Dynamics, der später für ähnliche Bahnen übernommen wurde.

## Arrow Dynamics / S&S Sansei Technologies
Der erste 4th-Dimension-Coaster X von Arrow Dynamics wurde im Januar 2002 in Six Flags Magic Mountain eröffnet. Als Prototyp machte X anfangs große Probleme und war häufig außer Betrieb. Nach der Übernahme der insolventen Arrow wurde unter dem neuen Besitzer S&S Sansei Technologies 2006 in Japan ein Eejanaika genannter Nachfolger gebaut. Der in Japan verwendeten Zugtyp wurde ab 2008 auch auf X eingesetzt, mit dieser Änderung wurde die Bahn umbenannt in X2. Die Züge erhielten ein Onboard-Soundsystem, die Bahn an sich wurde neu gestrichen und mit Feuereffekten versehen.
Jeder Wagen im Zug wird durch eine Führungsschiene gedreht, welche direkt an der normalen Fahrschiene der Achterbahn montiert wurde. Somit ist die Drehung während der Fahrt mechanisch und von keinem Motor beeinflusst. Die Fahrten können nicht variiert werden (vorausgesetzt man ändert nicht die Führungsschiene). Arrow Dynamics baute spezielle Layouts, die nicht mit normalen Wagen einer „klassischen“ Achterbahn befahrbar sind, da eine von den Kräften her dem menschlichen Körper zumutbare Fahrt nur mit der Variierung der Sitzposition möglich ist. Dadurch entstand die neue Inversion Raven Turn, welcher auf 4th Dimension Coastern einzigartig ist.
Auf der IAAPA 2013 wurde eine überarbeitete Version des 4th Dimension Coasters von S&S präsentiert.

## Intamin
2007 nahm sich Intamin dem 4th-Dimension-Konzept an und stellte ein Modell namens ZacSpin vor. Die erste Auslieferung ging mit Kirnu an den finnischen Freizeitpark Linnanmäki. Anders als bei den Bahnen von Arrow/S&S gibt es bei den ZacSpin-Coastern keine Führungsschiene für die kontrollierte Drehung der Gondeln, sie können sich frei drehen. Somit kommt es je nach Beladung der Wagen zu einem unterschiedlich Fahrerlebnis. Im Gegensatz zu der Version von Arrow Dynamics wurden bisher nur Layouts ohne horizontale Kurven verwirklicht. Ein weiterer Unterschied sind die Einzelwagen bei Intamin und den Zügen bei S&S.

## S&S Sansei Technologies
2015 versuchte sich die US-amerikanische Firma S&S Sansei Technologies erneut an einer Version des 4th-Dimension-Coaster unter dem Namen 4D Free Spin. Die erste Bahn dieses Typs ging an den texanischen Freizeitpark Six Flags Fiesta Texas. Ähnlich wie bei ZacSpin-Coastern von Intamin sind hier die Gondeln frei drehbar neben der Schiene gelagert. Auch gibt es beim Modell von S&S keine horizontalen Kurven. Allerdings werden beim 4D-Free-Spin, anders als beim ZagSpin-Coaster von Intamin, Züge mit jeweils zwei Wagen eingesetzt.

## Liste von 4th-Dimension-Coaster
| Achterbahn                  | Park                        | Land     | Hersteller              | Eröffnung     |
| --------------------------- | --------------------------- | -------- | ----------------------- | ------------- |
| Dinoconda                   | China Dinosaurs Park        | China    | S&S Sansei Technologies | 29. Apr. 2012 |
| Eejanaika                   | Fuji-Q Highland             | Japan    | S&S Sansei Technologies | 19. Juli 2006 |
| Green Lantern: First Flight | Six Flags Magic Mountain    | USA      | Intamin AG              | 1. Juli 2011  |
| Inferno                     | Terra Mítica                | Spanien  | Intamin AG              | 21. Juli 2007 |
| Insane                      | Gröna Lund                  | Schweden | Intamin AG              | 25. Apr. 2009 |
| Kirnu                       | Linnanmäki                  | Finnland | Intamin AG              | 27. Apr. 2007 |
| X2                          | Six Flags Magic Mountain    | USA      | Arrow Dynamics          | 21. Jan. 2002 |
| Arashi                      | Nagashima Spa Land          | Japan    | S&S Sansei Technologies | 10. März 2017 |
| Batman The Ride             | Six Flags Fiesta Texas      | USA      | S&S Sansei Technologies | 23. Mai 2015  |
| Batman The Ride             | Six Flags Discovery Kingdom | USA      | S&S Sansei Technologies | 25. Mai 2019  |
| Joker                       | Six Flags Great Adventure   | USA      | S&S Sansei Technologies | 28. Mai 2016  |
| Joker                       | Six Flags Great America     | USA      | S&S Sansei Technologies | 27. Mai 2017  |
| Joker                       | Six Flags Over Texas        | USA      | S&S Sansei Technologies | 20. Mai 2017  |
| Joker                       | Six Flags New England       | USA      | S&S Sansei Technologies | 27. Mai 2017  |
| Wonder Woman                | Six Flags Mexico            | Mexiko   | S&S Sansei Technologies | 1. Juni 2018  |
| Unbekannt                   | World Fairytale Land        | China    | S&S Sansei Technologies | [im Bau]      |